# 30. august
30. august er dag 242 i året i den gregorianske kalender (dag 243 i skudår). Der er 123 dage tilbage af året.
Dagens navn er Albert og Benjamin.

### Begivenheder
Født - Dødsfald
- 1645 - Hollandske indvandrere slutter fred med indianerne i New Amsterdam (nu New York).
- 1862 - I det andet slag ved Bull Run i Virginia under den amerikanske borgerkrig slår Stonewall Jackson og hans styrker unionstropperne.
- 1898 - England og Tyskland slutter en hemmelig aftale om portugisernes afrikanske besiddelser: England lejer Delago-bugten og Tyskland får dele af Mocambique og Angola.
- 1914 - Slaget ved Tannenberg ender med tysk sejr over russerne.
- 1916 - Ernest Shackleton gennemfører redningen af alle sin mænd, der under Endurance-ekspeditionen er blevet efterladt strandet på Elephant Island ved Antarktis.
- 1941 - Tyskerne indleder deres belejring af Leningrad (Sankt Petersborg), som varer ved indtil januar 1943.
- 1963 - Der etableres "en varm linje" mellem den amerikanske præsident og Sovjetunionens premierminister. Håbet var, at en direkte kommunikationslinje ville reducere risikoen for an atomkrig som følge af misforståelser.
- 1966 - I kulturrevolutionens Kina demonstrerer en halv million rødgardister foran Sovjetunionens Peking-ambassade.
- 1978 - I et historisk samarbejde på tværs af Folketingssalen danner Socialdemokratiet og Venstre regering under Anker Jørgensen.
- 1993 - CBS har premiere på The Late Show with David Letterman.
- 1996 - DR2 går i luften.
- 1999 - Ved en folkeafstemning i Østtimor stemmer befolkningen for selvstændighed fra Indonesien.

### Født
- 1748 - Jacques-Louis David, fransk maler (død 1825).
- 1797 - Mary Shelley, engelsk forfatter (død 1851).
- 1812 - Johan Carl Ernst Berling, dansk hofembedsmand, bogtrykker og avisudgiver (død 1871).
- 1871 - Ernest Rutherford, newzealandsk atomfysiker og modtager af Nobelprisen i kemi (død 1937).
- 1889 - Bodil Ipsen, dansk skuespiller (død 1964).
- 1903 - Asbjørn Andersen, dansk skuespiller (død 1978).
- 1912 - Norman Braun, tysk arkitekt (død [1986]]).
- 1917 - Denis Healey, britisk politiker (død 2015).
- 1922 - Arne Honoré, dansk journalist og radiovært (død 2008).
- 1925 - Theo Wolvecamp, hollandsk CoBrA-maler (død 1992).
- 1930 - Warren Buffett, amerikansk forretningsmand.
- 1932 - Bent Conradi, dansk skuespiller.
- 1940 - Henrik Bering Liisberg, dansk mag.art. og direktør.
- 1943 - Jean-Claude Killy, fransk skiløber.
- 1946 - Anne-Marie dansk prinsesse, græsk eksdronning.
- 1947 - Lars Erik Skibby, dansk jazzmusiker.
- 1958 - Anna Politkovskaya, russisk journalist (død 2006).
- 1972 - Cameron Diaz, amkerikansk skuespiller.
- 1972 - Kaya Brüel, dansk sanger og skuespiller.
- 1972 - Pavel Nedvěd, tjekkisk fodboldspiller.
- 1974 - Camilla Läckberg, svensk forfatter.
- 1982 - Andy Roddick, amerikansk tennisspiller.
- 1986 - Ryan Ross, guitarist i det amerikanske band Panic at the Disco.
- 1994 - Rasmus Bisgaard Kristiansen, dansk tennisspiller.

### Dødsfald
- 526 - Teodorik den Store, østgotisk konge (født 454).
- 1483 - Ludvig 11., fransk konge (født 1423).
- 1940 - Joseph John Thomson, engelsk fysiker og modtager af nobelprisen i fysik (født 1856).
- 1941 - P. O. Pedersen, dansk ingeniør og rektor for Den Polytekniske Læreanstalt (født 1874).
- 1991 - Jean Tinguely, schweizisk maler og billedhugger (født 1925).
- 1994 - Lindsay Anderson, engelsk filminstruktør (født 1923).
- 2003 - Charles Bronson, amerikansk skuespiller (født 1921).
- 2006 - Lykke Nielsen, dansk skuespiller og forfatter  (født 1946).
- 2006   - Glenn Ford, amerikansk filmskuespiller (født 1916).
- 2006   - Naguib Mahfouz, egyptisk forfatter og modtager af Nobelprisen i litteratur (født 1911).
- 2010 - Francisco Varallo, argentinsk fodboldspiller (født 1910).
- 2015 - Wes Craven, amerikansk filminstruktør (født 1939).

|  | Denne datoartikel kan blive bedre, hvis der indsættes et (bedre) billede Du kan hjælpe ved at afsøge Wikimedia Commons for et passende billede eller uploade et godt billede til Wikimedia Commons iht. de tilladte licenser og indsætte det i artiklen. |